# Jędrynie
Jędrynie est une localité polonaise de la gmina de Strzelce Opolskie, située dans le powiat de Strzelce en voïvodie d'Opole.